# Edificio Macmillan
El Edificio Macmillan (en inglés: Macmillan Building) es un edificio histórico ubicado en Nueva York, Nueva York. El Edificio Macmillan se encuentra inscrito  en el Registro Nacional de Lugares Históricos desde el 1 de noviembre de 2006.  

## Ubicación
El Edificio Macmillan se encuentra dentro del condado de Nueva York en las coordenadas 40°44′06″N 73°59′43″O / 40.735, -73.995278.